# 云南出版集团公司
云南出版集团公司是中华人民共和国云南省昆明市的一家出版社，党委书记、董事长是洪耀星。

## 沿革
2005年1月25日，云南出版集团公司经中共中央宣传部、国家新闻出版总署、中共云南省委、云南省人民政府批准成立，是云南省人民政府出资的省属国有独资企业。
2009年12月，云南出版集团公司整体转企改制，更名为云南出版集团有限责任公司。
2011年，云南出版集团公司计划投资人民幣30亿元在昆明市建设一个建筑面积40多万平方米的面向东盟的国际图书城，初步选址在昆明市中心。
2018年6月28日，云南出版集团与昆明医科大学签署校企合作协议。
2019年1月16日，由云南出版集团负责建设的缅甸曼德勒“中华乡愁书院”正式投入运营。